# Wavre
Waver város Belgiumban. Vallon-Brabant tartomány székhelye. Franciául Wavre, vallonul Wåve.

## Földrajzi helyzete
A város Brüsszeltől 25 kilométerre délkeletre, a Brüsszel–Namur vasútvonalon és a Brüsszelből Namurba vezető A4-es autópályán található.

## A városrészei
| # | Év      | Terület (km²) | Fő (2020) | Népsűrűség fő/km² | NIS-code |
| - | ------- | ------------- | --------- | ----------------- | -------- |
| 1 | Waver   | 21,16         | 20.284    | 959               | 25112A   |
| 2 | Bierges | 9,66          | 5.020     | 520               | 25112B   |
| 3 | Limal   | 11,29         | 9.440     | 836               | 25112C   |

## Története
A város 1815. június 18 -án és 19 -én a wavre-i csata során történelmi jelentőséggel bírt, amelyben a francia csapatok legyőzték a porosz újrahasznosítását.
Wavre 1995 óta a tartomány fővárosa, amikor az egykori Brabant tartományt felosztották.

## Látnivalók
- Walibi Belgium vidámpark
- A Béke és Egyetértés Boldogasszonya-bazilika
- A Saint-Jean-Baptiste

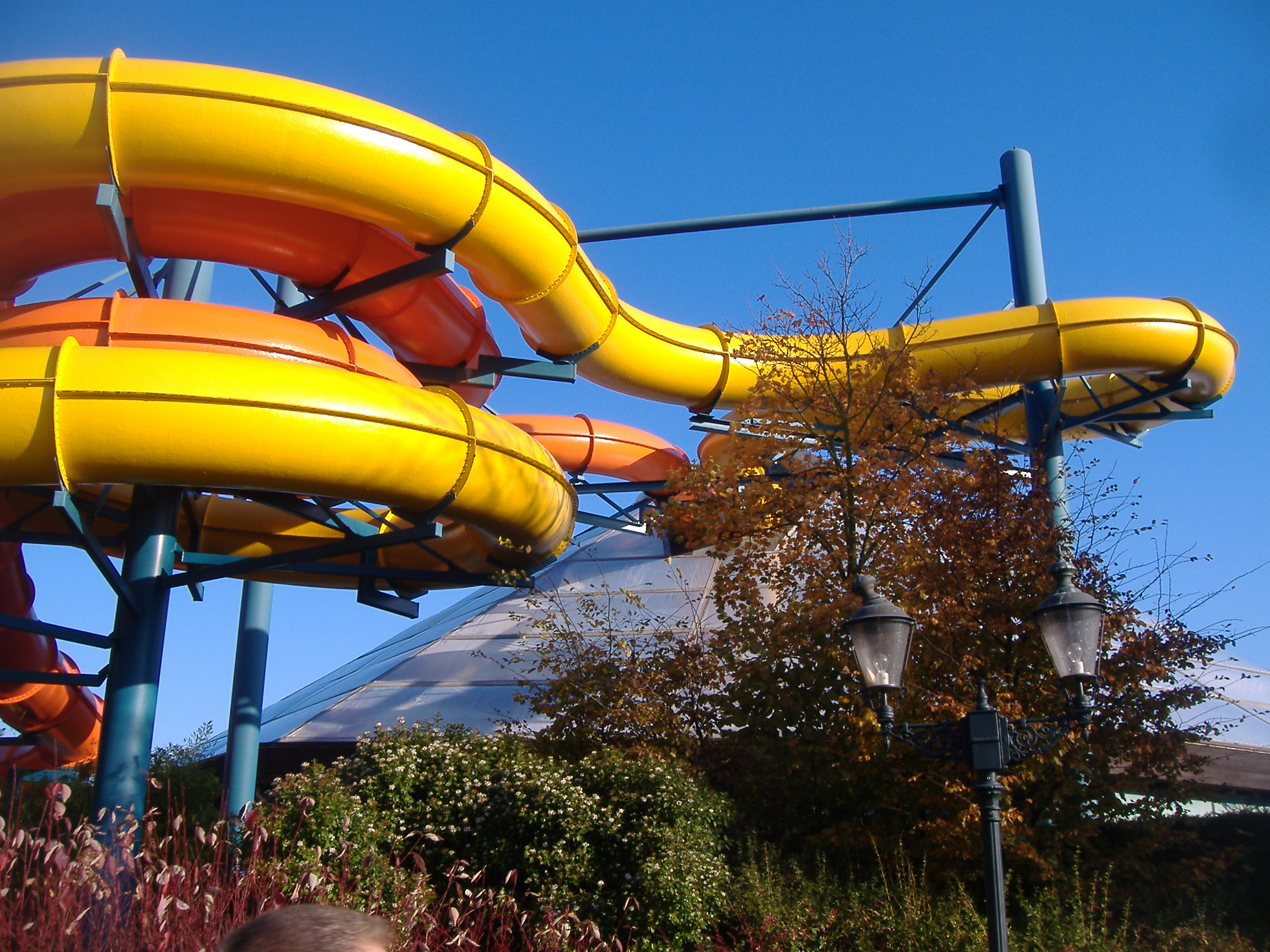
Walibi Belgium
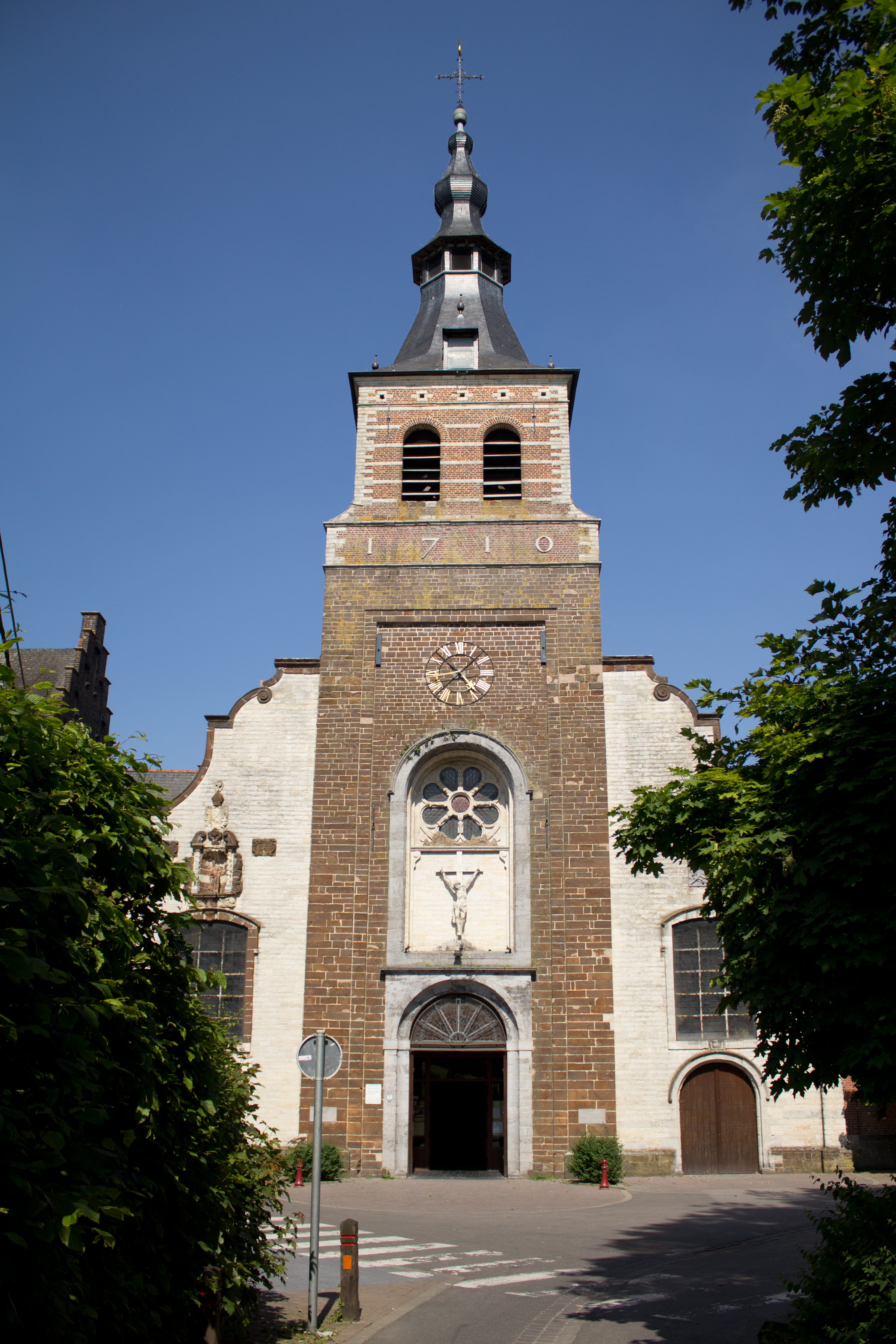
A bazilika
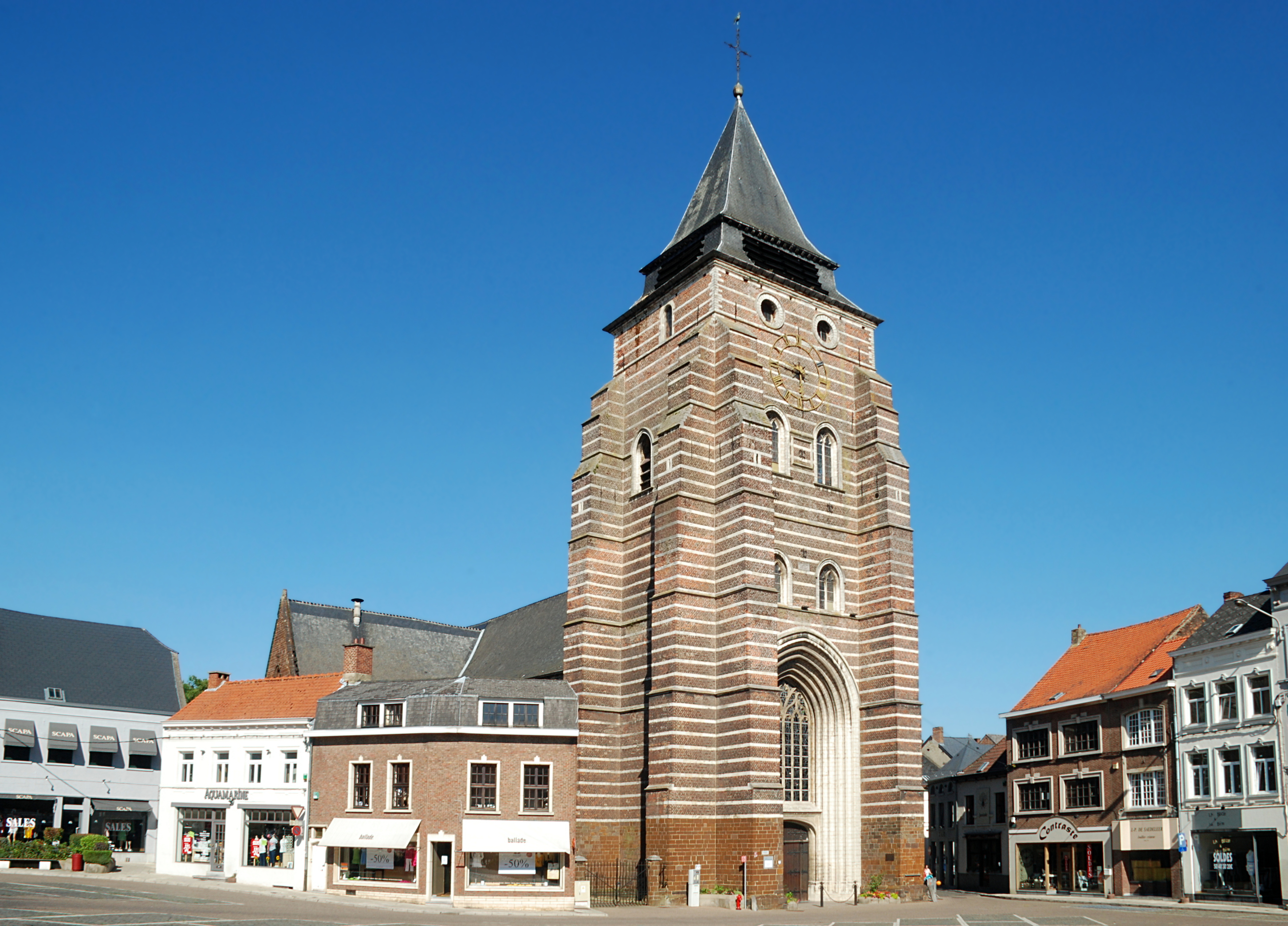
A Saint-Jean-Baptiste

## Fordítás
- Ez a szócikk részben vagy egészben  a   Waver című holland Wikipédia-szócikk fordításán alapul.  Az eredeti cikk szerkesztőit annak laptörténete sorolja fel. Ez a jelzés csupán a megfogalmazás eredetét és a szerzői jogokat jelzi, nem szolgál a cikkben szereplő információk forrásmegjelöléseként.
- Ez a szócikk részben vagy egészben  a   Waver című német Wikipédia-szócikk fordításán alapul.  Az eredeti cikk szerkesztőit annak laptörténete sorolja fel. Ez a jelzés csupán a megfogalmazás eredetét és a szerzői jogokat jelzi, nem szolgál a cikkben szereplő információk forrásmegjelöléseként.